# Balkonpflanze des Jahres
Balkonpflanze des Jahres ist eine Bezeichnung für eine Balkonpflanze, die seit 2001 vom Württembergischen Gärtnereiverband, Verband Badischer Gartenbaubetriebe und der Staatl. Lehr- und Versuchsanstalt für Gartenbau in Heidelberg, seit 2004 vom Hessischen Gärtnereiverband, seit 2005 vom Bayerischen Gärtnerei-Verband, seit 2009 vom Landesverband Gartenbau Rheinland-Pfalz, ab 2014 vom Landesverband Gartenbau Sachsen vergeben wird. Bei der Wahl der Balkonpflanze wird weniger Wert auf die Schönheit der Pflanze gelegt, sondern mehr auf Eigenschaften wie Robustheit gegen Krankheiten und Schädlinge. Des Weiteren erhalten diese Auszeichnung auch spezielle Sortenkombinationen und Gestaltungsideen wie z. Bsp. der Dreifarbige Elfenspiegel '3Elfen', die Pelargonium x interspezific 'Calliope Rose Splash' mit Chamaesyce 'Diamond Frost' oder das Verbenen-Trio-Mix „Wolken Lene“.

## Bisherige Auszeichnungen

### Baden-Württemberg
| Jahr | deutscher Name                                | wissenschaftlicher Name               | Abbildung                  |
| ---- | --------------------------------------------- | ------------------------------------- | -------------------------- |
| 2001 | Stehende Pelargonie                           | Pelargonium crispum ‚Angeleyes Randy‘ | 2001 Stehende Pelargonie   |
| 2002 | Schwarzäugige Susanne                         | Thunbergia alata ‚Apricot‘            | 2002 Schwarzäugige Susanne |
| 2003 | Drehfrucht                                    | Streptocarpus                         | 2003 Drehfrucht            |
| 2004 | Champagner-Begonie                            | Begonia ‚Champagner‘                  | 2004 Champagner-Begonie    |
| 2005 | Strohblume                                    | Helichrysum bracteatum                | 2005 Strohblume            |
| 2006 | Edelgeranie                                   | Pelargonium grandiflorum              | 2006 Edelgeranie           |
| 2007 | Prachtkerze                                   | Gaura lindheimeri                     | 2007 Prachtkerze           |
| 2008 | Spinnenblume                                  | Cleome spinosa                        | 2008 Spinnenblume          |
| 2009 | Dahlie                                        | Dahlia 'Goldalia Scarlet'             | 2009 Dahlie                |
| 2010 | Petunie                                       | Petunia Azalee `Sunny Boy'            | 2010 Petunie               |
| 2011 | Petunie                                       | Petunia Petticoat                     | 2011 Petunie               |
| 2012 | Rubinglöckchen                                | Calibrachoa 'Double 'Ruby'            | 2012 Rubinglöckchen        |
| 2013 | Petunie                                       | Petunia 'Zuckerpuppe'                 | 2013 Petunie               |
| 2014 | Dreifarbiger Elfenspiegel '3Elfen'            | Nemesia '3Elfen'                      |                            |
| 2015 | Kapkörbchen                                   | Sternschnuppen                        | 2015 Sternschnuppen        |
| 2016 | interspezifische Pelargonie ‚Vroni Marathoni‘ | Pelargonium                           |                            |
| 2017 | Verbene 'Lila Luzi'                           | Verbena 'Lila Luzi'                   | 2017 Verbena 'Lila Luzi'   |

### Bayern
| Jahr | deutscher Name                                         | wissenschaftlicher Name                                                                          | Abbildung                                   |
| ---- | ------------------------------------------------------ | ------------------------------------------------------------------------------------------------ | ------------------------------------------- |
| 2005 | Garten-Strohblume „Strohmuckl“                         | Bracteantha bracteata ‚Sundaze‘ bzw. ‚Mohave‘                                                    | 2005 Harten-Strohblume „Strohmuckl“         |
| 2006 | Edelpelargonie „Prinzessin Purpurella“                 | Pelargonium x grandiflorum 'Aristo Beauty‘                                                       | 2006 Edelpelargonie „Prinzessin Purpurella“ |
| 2007 | Prachtkerze („Elfenbusserl“)                           | Gaura lindheimeri 'Lillipop Pink‘                                                                | 2007 Prachtkerze „Elfenbusserl“             |
| 2008 | Spinnenblume „Fesche Fanny“                            | Cleome 'Senorita Rosalita’                                                                       | 2008 Spinnenblume „Fesche Fanny“            |
| 2009 | Zwergdahlie „Roter Schorsch“                           | Dahlia × hybrida 'Goldalia Scarlet‘                                                              | 2009 Zwergdahlie „Roter Schorsch“           |
| 2010 | Garten-Petunie „Lena Amarena“                          | Petunia × hybrida 'Cascadias Bicolor Cabernet‘                                                   | 2010 Garten-Petunie „Lena Amarena“          |
| 2011 | Pelargonie „Baronesse Sophia“                          | Pelargonium × interspecific 'Calliope Dark Red‘                                                  | 2011 Geranie „Baronesse Sophia“             |
| 2012 | Elfenspiegel „TrioMio“                                 | Nemesia 'Sunsatia Plus Trendliner Alegria‘                                                       | 2012 Nemesia „TrioMio“                      |
| 2013 | Zauberglöckchen „Bella Limoncella“                     | Calibrachoa 'Superbells Lemon Slice'                                                             | 2013 „Bella Limoncella“                     |
| 2014 | Geranie und Zauberschnee „Schneeweißchen und Rosenrot“ | Pelargonium x interspezific 'Calliope Rose Splash' in Kombination mit Chamaesyce 'Diamond Frost' | 2014 rote Pelargonie · 2014 „Diamond Frost“ |
| 2015 | Kapkörbchen „Lachende Lucy“                            | Osteospermum                                                                                     | 2015 „Lachende Lucy“                        |
| 2016 | Zweizahn „BeeDance“                                    | Bidens ferulifolia 'BeeDance'                                                                    | 2016 Bidens „Beedance“                      |
| 2017 | Petunie „Sinnliche Sissi“                              | Petunia                                                                                          |                                             |

### Norddeutschland
| Jahr | deutscher Name            | wissenschaftlicher Name               | Abbildung                                       |
| ---- | ------------------------- | ------------------------------------- | ----------------------------------------------- |
| 2009 | Elfenspiegel              | Nemesie „Goldige Greta“               | 2010 Elfenspiegel „Goldige Greta“               |
| 2010 | Petunie                   | Petunia „Pretty much Picasso“         |                                                 |
| 2011 | Begonie                   | Begonia × boliviensis „Chardonnay“    | 2009 Begonie „Chardonnay“                       |
| 2012 | Elfenspiegel              | Nemesie „Mine-Trine“ Sunsatia Alegria | 2012 Elfenspiegel „Mine-Trine“ Sunsatia Alegria |
| 2013 | Pelargonie                | Pelargonium „Lillibet“                | 2013 Pelargonie „Lillibet“                      |
| 2014 | Petunie                   | Petunia „Miss Pink Sunshine“          |                                                 |
| 2015 | Verbene                   | Verbenen-Trio-Mix „Wolken Lene“       |                                                 |
| 2016 | Ziersalbei „Käpt’n Brise“ | Salvia farinacea                      |                                                 |
| 2017 | Nelke „Nellieke“          | Dianthus                              |                                                 |

### Rheinland-Pfalz
| Jahr | deutscher Name          | wissenschaftlicher Name                                         | Abbildung                   |
| ---- | ----------------------- | --------------------------------------------------------------- | --------------------------- |
| 2009 | Begonie „Summerwings“   | Begonia × boliviensis „Summerwings“                             | 2009 Begonie „Summerwings“  |
| 2010 | Sommerelfen             | Nemesia × hybrida „Sommerelfen“                                 | 2010 Sommerelfen            |
| 2011 | Verbenen „Blaues Trio“  | Verbena × hybrida „Blaues Trio“                                 | 2011 Verbenen „Blaues Trio“ |
| 2012 | Rubinglöckchen          | Calibrachoa × hybrida „Double Ruby“                             | 2012 Rubinglöckchen         |
| 2013 | Mitternachtstraum       | Salvia farinacea „Midnight Candle“                              | 2013 Mitternachtstraum      |
| 2014 | Traumwolke              | Sutera „Dark Blue“ & „Snow“                                     |                             |
| 2015 | Feuerzauber             | Euphorbia hypericifolia                                         |                             |
| 2016 | Petunia „Sternschnuppe“ | Petunia „Sternschnuppe“                                         |                             |
| 2017 | Zauberduft              | Ocimum Hybride 'Gusto Azzuro' und Ocimum Hybride 'Gusto Blanco' |                             |

### Sachsen
| Jahr | deutscher Name                      | wissenschaftlicher Name                       | Abbildung                     |
| ---- | ----------------------------------- | --------------------------------------------- | ----------------------------- |
| 2014 | Großblumiges Mädchenauge            | Coreopsis grandiflora                         | 2014 Großblumiges Mädchenauge |
| 2015 | Duft-Steinrich                      | Alyssum maritimum                             | 2015 Duft-Steinrich           |
| 2016 | Blaue Koboldblume                   | Monopsis unidentata 'Bluetiful'               | 2016 Blaue Koboldblume        |
| 2017 | Duft-Begonie „Mariechen“            | Begonia Cultivars                             |                               |
| 2018 | Pelargonie „Das Schokoladenmädchen“ | Pelargonium Cultivars ‚pac® Chocolate Cherry‘ |                               |
| 2019 | „Sweet Rosalie“                     | Brachyscome angustifolia ‚Fresco Candy‘       |                               |